# 安定門駅
安定門駅（あんていもんえき、中国語：安定门站、拼音：Āndìngmén zhàn）は北京市東城区に位置する北京地下鉄2号線の駅。

## 駅構造

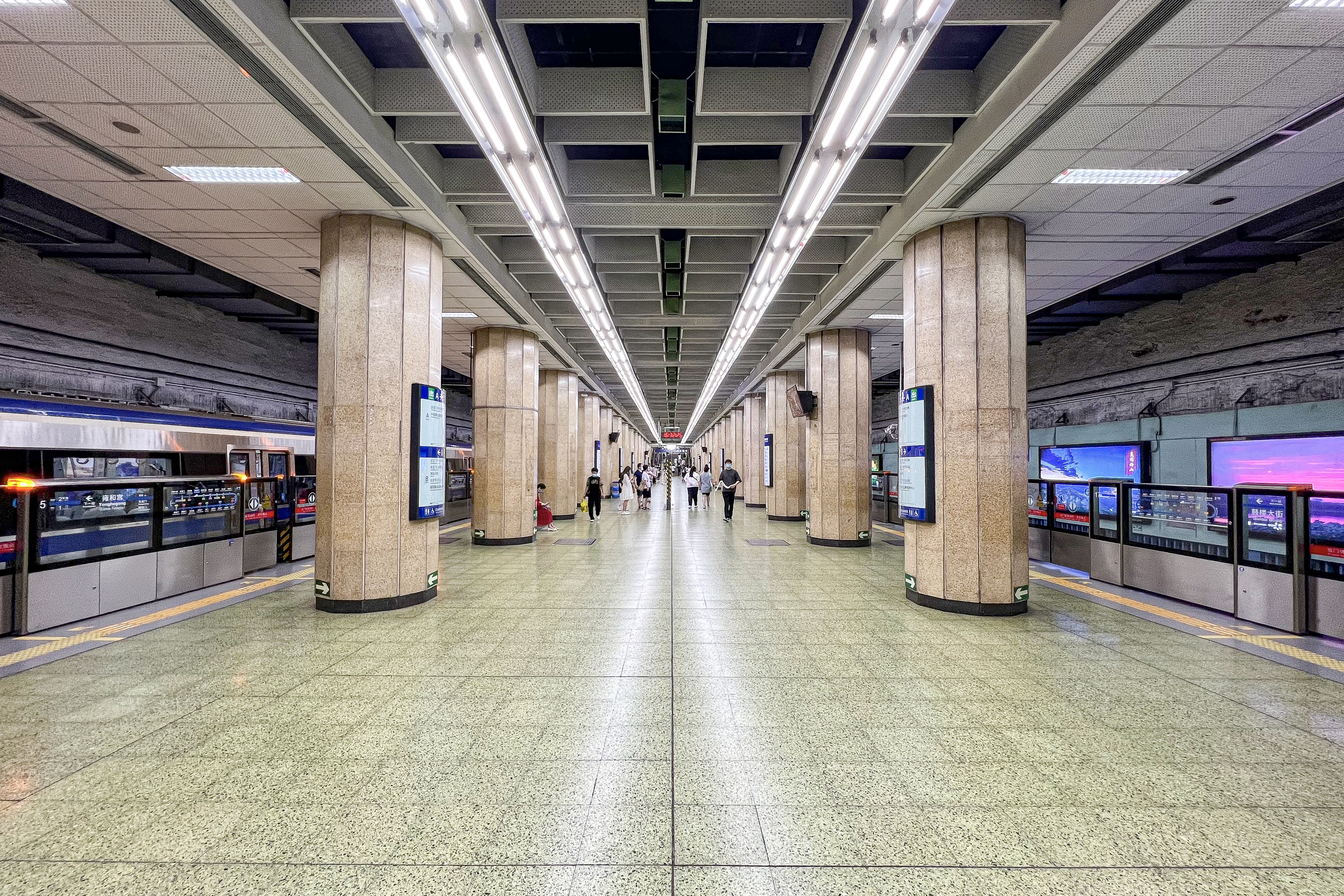
ホーム

島式ホーム1面2線の地下駅。出口は2箇所ある。

## 駅周辺
- 京宝花園
- 地壇公園
- 北京地壇医院（中国語版）
- 安外郵電局
- 北京安定門医院
- 地壇体育館
- 地壇体育場
- 首都図書館
- 国子監
- 北京孔廟（中国語版）
- 首都博物館
- 北京市交道口中学
- 北京市第二十二中学（中国語版）

## 歴史
- 1984年9月20日 - 開業。

## 隣の駅
北京地下鉄
■2号線
雍和宮駅 - 安定門駅 - 鼓楼大街駅